# Аеродром Мелбурн
Аеродром Мелбурн (: , : ) (енгл. Melbourne Airport) је тренутно једини међународни аеродром у Мелбурну, и један од два главна мелбурнска аеродрома. Аеродром се налази у сопственом предграђу Мелбурн Ерпорт, 27km од центра Мелбурна. Окружен је предграђем Таламарин и до њега води ауто-пут Таламарин па га локално становништво често назива „аеродром Таламарин” што је и био првобитни званични назив. Аеродром Мелбурн је други највећи аеродром у Аустралији по броју путника, где је у периоду 2005—2006 прошло 21,43 милиона путника.
Аеродром Мелбурн обавља летове са четири терминала: Терминал 1 за све домаће летове Квантас групе, Терминал 2 за све међународне летове, Терминал 3 за Верџин Блу и Риџенал Експрес домаће летове, и Терминал 4 за Тигар ервејз домаће летове.
На аеродрому су смештене базе Верџин Блу, Квантас, Риџенал Експрес, Тигар ервејз Аустралија и Џетстар ервејз. Катарска авио-компанија, Катар ервејз добила је дозволе за дневне летове у Аустралију и планирају да лете ка Мелбурну.

## Историја
Аеродром Мелбурн је био изграђен да замени стари мелбурнски аеродром Есендон јер писте и терминал нису могли да приме авионе као што су Боинг 747, Макдонел Даглас DC-10 и сл. Аеродром је пуштен у саобраћај 1. јула 1970. Аеродром Таламарин може да прими највеће авионе света, укључујући и Ербас А380, и био је први аустралијски аеродром у могућности да прими тај авион. Аеродром Мелбурн ће примати летове компанија Емирати, Квантас, Малејша ерлајнс, Сингапур ерлајнс и Тај ервејз интернашонал са авионима Ербас А380.
Због УН санкција које су уведене Југославији, авио-компанија Југословенски Аеротранспорт (JAT) је морала да прекине летове за Мелбурн. Лет JU580/581 је летео 3 пута недељно на линији Београд-Дубаи-Сингапур-Мелбурн-Сиднеј.

## Аеродром данас
На аеродрому Мелбурн налазе се четири терминала: један је за све међународне летове и остали су за домаћи саобраћај. Међународни терминал (Т2) поседује 16 капија. Терминал 1 користи само Квантас и авио-компаније Квантас Групе, терминал 3 користи Верџин блу и РЕКС, и терминал 4 користи нискотарифна авио-компанија Тигар ервејз, која ће у новембру 2007. године започети летове. Ова три домаћа терминала имају укупно 46 капија. У финансијској години 2006-07 кроз аеродром је прошло више од 22 милиона путника.
Тренутно је Аеродром Мелбурн други аеродром у Аустралији по броју путника, после Кингсфорд Смит аеродрома у Сиднеју.

### Јавни транспорт
Аеродром је тренутно повезан само аутобуском линијом са центром града којом управља компанија Скајбас. Време путовања између Саутерн Крос железничке станице и аеродрома је око 20 минута. Постоје и дневне локалне аутобуске линије којим управља Таламарин Бас Лајнс на линији 478 између Муни Пондс Џанкшон и Аеродрома Мелбурн.

## Будућности
Менаџмент аеродрома је безуспешно покушавао да убеди Владу Аустралије да дозболи страним компанијама да повећају број летова ка Мелбурну. Након неуспелих преговора бројне европске авио-компаније су прекинуле летове ка Мелбурну а последња је била аустријска авио-компанија Остријан ерлајнс која је летела три пута недељно из Беча. Бритиш ервејз је такође прекинуо дугогодишњу линију Лондон-Мелбурн.
У марту 2007. године после потписивања уговора између влада Катара и Аустралије, Катар ервејз је добио дозволу за летове ка Аустралији, где је Мелбурн одабран за будућу дестинацију Катар ервејза.
Тигар ервејз је одабрао Аеродром Мелбурн за своје будуће седиште. Тигар ервејз је основао своју аустралијску нискотарифну авио-компанију, Тигар ервејз Аустралија која ће користити терминал 4 за своје летове коју ће започети у новембру 2007.

## Авио-компаније и дестинације
Следеће авио-компаније користе Аеродром Таламарин Мелбурн:
| Авио-компанија           | Одредишта |
| ------------------------ | --- |
| Азијана ерлајнс          | Сезонски: Сеул |
| Батик ер                 | Денпасар |
| Батик ер Малезија        | Денпасар, Куала Лумпур |
| Бејжинг кепитал ерлајнс  | Ћингдао |
| Бонза                    | Бундаберг, Гледстоун, Голд Коуст, Елис Спрингс, Меккеј, Мекквори, Милџура, Рокхемптон, Саншајн Коуст, Темворт, Тувумба |
| В Аустралија             | Аделејд, Ајерс Рок (од 6. јуна 2024), Бризбејн, Дарвин, Денпасар, Голд Коуст, Канбера, Квинстаун, Кернс, Лонсестон, Нади, Њукасл, Перт, Саншајн Коуст, Сиднеј, Хамилтон Ајленд, Хобарт |
| Вијетнам ерлајнс         | Ханој, Хо Ши Мин град |
| Вијет џет ер             | Хо Ши Мин град |
| Гаруда Индонезија        | Денпасар, Џакарта |
| Емирати                  | Дубаи, Сингапур |
| Итихад ервејз            | Абу Даби |
| Ер Вануату               | Порт Вила |
| Ер Ејша икс              | Куала Лумпур |
| Ер Индија                | Делхи, Мумбај |
| Ер Њу Зеланд             | Велингтон, Квинстаун, Крајстчерч, Окланд |
| Ер Пацифик               | Нади |
| Ер Чајна                 | Пекинг-главни, Шангај-Пудонг |
| Еркалин                  | Нумеа |
| Гаруда Индонезија        | Денпасар, Џакарта |
| Јунајтед ерлајнс         | Лос Анђелес, Сан Франсиско |
| Катар ервејз             | Доха |
| Катеј Пацифик            | Хонгконг |
| Квантас                  | Аделејд, Бризбејн, Велингтон, Далас-Форт Ворт, Дарвин, Делхи, Денпасар, Голд Коуст, Елис Спрингс, Канбера, Квинстаун, Кернс, Крајстчерч, Лондон-Хитроу (до 14. јула 2024), Лос Анђелес, Окланд, Перт, Саншајн Коуст, Сиднеј, Сингапур, Токио-Нарита, Хобарт, Хонгконг, Џакарта, Сезонски: Брум, Хамилтон Ајленд               |
| Квантас линк             | Аделејд, Бризбејн (од 1. марта 2024), Бурни, Дарвин, Девонпорт, Канбера, Кофи Харбор, Лонсестон, Милџура, Њукасл, Олбри, Таунзвил, Уага Уага, Хобарт, Сезонски: Голд Коуст, Меримбјула, Саншајн Коуст |
| Коријан ер               | Сеул-Инчон |
| ЛАТАМ Чиле               | Сантјаго де Чиле |
| Линк ервејс              | Волонгонг, Дубо, Оринџ |
| Малејша ерлајнс          | Куала Лумпур, Џакарта |
| Рекс ерлајнз             | Аделејд, Бризбејн, Бурни, Девонпорт, Голд Коуст, Канбера, Кинг Ајланд, Меримбјула, Милџура, Маунт Гамбије, Хобарт, Сиднеј, Уага Уага |
| Риџенал експрес          | Албури, Берни, Грифит, Кинг Ајланд, Маунт Гамбија, Меримбјула, Милџура, Уага Уага |
| Ројал Брунеј ерлајнз     | Бандар Сери Бегаван |
| Себу пасифик             | Манила |
| Сечуан ерлајнс           | Ченгду |
| Сингапур ерлајнс         | Сингапур |
| Сјамен ер                | Сјамен |
| Скут                     | Сингапур |
| Таи ервејез интернашонал | Бангкок-Суварнабуми |
| Туркиш ерлајнс           | Истанбул, Сингапур (оба од 2. марта 2024) |
| Фиџи ервејз              | Нади |
| Филипин ерлајнс          | Манила |
| Хајнан ерлајнс           | Хајкоу |
| Чајна ерлајнс            | Тајпеј |
| Чајна истерн ерлајнс     | Шангај-Пудонг |
| Чајна садерн ерлајнс     | Гуангџоу |
| Џапан ерлајнс            | Токио-Нарита |
| Џетстар ерлајнс          | Аделејд, Ајерс Рок, Балина, Бангкок-Суварнабуми, Бризбејн, Буселтон, Голд Коуст, Дарвин, Денпасар, Канбера, Квинстаун, Кернз, Крајстчерч, Лонсестон, Нади, Њукасл, Окланд, Перт, Пукет, Прозерпин, Саншајн Коуст, Сингапур, Сиднеј, Таунзвил, Хамилтон Ајланд, Херви Беј (од 20. јуна 2024), Хобарт, Хо Ши Мин град, Хонолулу |
| Шри-Ланкан ерлајнс       | Коломбо |

### Карго
| Авио-компанија         | Одредишта                                                                      |
| ---------------------- | ------------------------------------------------------------------------------ |
| Атлас ер               | Сиднеј, Хонолулу                                                               |
| Катеј карго            | Тувумба, Хонгконг                                                              |
| ДХЛ авиејшн            | Крајстчерч, Окланд, Сингапур                                                   |
| Емирејтс скај карго    | Сингапур, Хонгконг                                                             |
| Квантас фрејт          | Аделејд, Бризбејн, Голд Коуст, Канбера, Кернс, Лонсестон, Перт, Сиднеј, Хобарт |
| Катар ервејз карго     | Доха                                                                           |
| Сингапур ерлајнз карго | Окланд, Сингапур                                                               |
| Тасман карго ерлајнс   | Сингапур                                                                       |
| Тим глоубал икспрес    | Аделејд, Бризбејн, Лонсестон, Перт, Сиднеј, Сиднеј-Бенкстаун                   |